# David Schnaderbeck
David Schnaderbeck (* 17. März 1992 in Graz) ist ein österreichischer Fußballspieler auf der Position eines offensiven Mittelfeldspielers.

## Karriere
Schnaderbeck begann seine Karriere in Kirchberg an der Raab, wo er für den TSV Kirchberg/Raab spielte. Als Vierzehnjähriger wechselte er in die Jugendmannschaft des Grazer AK. Zwei Jahre später wechselte er in die U-19 des SK Sturm Graz. Nach acht Monaten wechselte er erneut für sechs Monate zum Grazer AK, bis er wieder zu Sturm Graz zurückkehrte. Am 22. Mai 2013 (35. Spieltag) der Saison 2012/13 gehörte er erstmals dem Bundesligakader an, blieb jedoch Ersatzspieler. Als Stammspieler und Mannschaftskapitän der Amateurmannschaft in der Saison 2013/14 wurde er noch in der laufenden Spielzeit ein zweites Mal in den Profikader berufen. Im Dezember und ab März bzw. April 2015 gehörte er regelmäßig als Ergänzungsspieler der Schwarz-Weißen an.
Sein Debüt für die Bundesligamannschaft gab er am 4. Mai 2014 (35. Spieltag) bei der 1:2-Niederlage im Heimspiel gegen den SC Wiener Neustadt, als er zur zweiten Halbzeit für Tobias Kainz eingewechselt wurde.
Bei den Amateuren hatte er in dieser Spielzeit diverse Positionen inne, war dabei aber zumeist in zentralen Positionen im Einsatz. Bei 21 Drittligaauftritten erzielte er vier Tore für seine Mannschaft. Nachdem er auch 2014/15 als Stammkraft der zweiten Kampfmannschaft mit Spielbetrieb in der Regionalliga Mitte im Einsatz war und auch des Öfteren auf der Ersatzbank der Bundesligamannschaft Platz nahm, verletzte er sich bei einem Trainingsspiel während des Trainingslagers in Belek im Jänner 2015. In einem Zweikampf stürzte Schnaderbeck zu Boden und ein Gegenspieler fiel auf ihn; zurück in Graz wurde ein Labrumriss in der rechten Hüfte diagnostiziert. Nach einer Operation im April stellte man fest, dass auch der Knorpel durch die Einblutung bereits massiv geschädigt war. Nachdem er ein knappes Jahr in keinem Pflichtspiel eingesetzt worden war, bestritt er am 4. Oktober 2015 erstmals wieder ein für die Amateurmannschaft. Nach weiteren Drittligaspielen bestritt er mit der Profimannschaft auch das Trainingslager im Jänner 2016 in Belek. Hierbei musste er aufgrund anhaltender starker Schmerzen das Training neuerlich abbrechen und zog sich auf Rat der Ärzte gänzlich aus dem Profifußball zurück; für die Amateurmannschaft jedoch kam er weiterhin zum Einsatz.
Zur Saison 2016/17 wechselt er zum SV Lebring in die viertklassige Landesliga Steiermark, und kehrte nach dreijährigem Verbleib zu seinem Heimatverein, dem TSV Kirchberg/Raab, zurück.

## Sonstiges
Schnaderbecks Schwester Viktoria, seine Cousins Sebastian und Matthias Prödl und seine Cousine Paula Kicker spielen ebenfalls Fußball.